# Хал у Тиролу
Хал у Тиролу град је у западној Аустрији, у покрајини Тирол и у оквиру округа Инзбрук-Земља.

## Природне одлике
Град је смештен 490 км западно од Беча и 12 km западно од Инзбрука, главног града Тирола. Стога је насеље данас предграђе Инзбрука.
Град Хал у Тиролу се сместио у долини реке Ин, „жиле куцавице“ Тирола. Изнад града се стрмо издижу Алпи. Надморска висина града је око 570 m

## Историја
Његов просперитет био је заснован експлоатацији соли, која је отпочела још у 13.-ом вијеку. Захваљујући томе и могућностима њеног лаког извоза ријеком Ин, Хал је био дуго времена највећи трчовачки центар овог дијела Тирола. Иако су још Римљани вршили експлоатацију соли, за ово богаство се није знало све до 1275. год. када је једна случајност помогла да се поново открију налазишта. Према народном предању, ловци витеза Николауса фон Рорбахаговорили су своме господару о великом богаству у дивљачи долине Хал . Да би се у то увјерио, витез је и сам кренуо у лов и једном приликом приметио како дивљач лиже стијену. Одмах је наредио да се почне са вађењем соли. Тиме је отпочело "златно доба" Хала, који је и данас значајан рударско-индустријски центар. Почев од 15.-ог вијека хал је посједовао монополско право превоза жита ријеком Ин. касније се овдје развило и путничко пристаниште, у коме су се укрцавали "трговци и службеници, занатлије и уопште народни људи који су се из Тирола враћали у Беч". Пловидба је обично трајала 6-7 дана. Чак су постојали и луксузни бродови цара, надвојвода и војвода, салцбуршког епископа и др. Од 1595—1600. године у халу су укрцаване трупе које су специјалним бродовима, званим "Клахзилен" пребациване низводно за борбу против Турака. Стари амблем овог града јесте "Кула новца", утврђени замак који се убраја у најљепше тиролске грађевине те врсте. Он је истовремено вјеран одраз некадашљег просперитета хала. Од 1567. године служио је као ковница новца у којој је израђивана метална Монета звана "Sardwirtszwanziger". Сем по оваквим споменицима, Хал је надалеко познат по свом тргу Unter Stadtplatz, јединственој архитектонској цјелини састављеној од уједначених троспратних и четвороспратних кућа обогаћене буржоазије, које су трансформисане, односно украшене дивним балконима, извијеним ивицама кровова, орнаментима и другим детаљима из барокне епохе.

## Становништво
| 1971.  | 1981.  | 1991.  | 2001.  | 2011.  |
| ------ | ------ | ------ | ------ | ------ |
| 12.873 | 12.614 | 12.368 | 11.492 | 12.695 |

У граду данас живи око 13.000 становника. Последњих деценија број становника града се повећава.

## Галерија
- Главна римокатоличка црква
- Градска кућа
- Улица у старом градском језгру
- Градски торњеви